# NGC 5246
NGC 5246 este o galaxie spirală situată în constelația Fecioara. A fost descoperită în 30 aprilie 1864 de către Albert Marth. Se află la o distanță de 100,9 megaparseci de Pământ.